# Alberto Conte
Pour les articles homonymes, voir Conte (homonymie).
Alberto Conte (Asti, 22 mars 1942) est un mathématicien italien. Il est professeur émérite de géométrie supérieure à l'Université de Turin.

## Biographie
Alberto Conte est diplômé en mathématiques en 1965 à l'Université de Turin, où il effectue toute sa carrière universitaire en tant qu'assistant (à partir de 1965), professeur nommé (à partir de 1967) et enfin professeur ordinaire de géométrie (de 1976 à 1991) et de géométrie supérieure. (de 1991 à 2012). Il prend sa retraite en 2012. 
Élève d'Alessandro Terracini et de Davide De Maria, il s'occupe principalement de géométrie algébrique et de topologie, et a étudié en particulier le problème de l'irrationalité des variétés algébriques à trois dimensions et plus. Il a été coordinateur du groupe pour les structures algébriques et géométriques et leurs applications (Gruppo Nazionale per le Strutture Algebriche e Geometriche e le loro Applicazioni, GNSAGA) du Conseil national de la recherche italien (CNR). Il s'est également intéressé à l'histoire des mathématiques, notamment à ses prédécesseurs géomètres à Turin Corrado Segre et Gino Fano.
Il est chercheur invité à l'Université de Warwick (Royaume-Uni) au cours de l'année universitaire 1970-1971 et à l'Institut Mittag-Leffler (Suède) en novembre et décembre 1982. Il dirige la série scientifique de la maison d'édition Bollati Boringhieri (it).

## Activités institutionnelles
Il occupe différentes fonctions au sein d'associations mathématiques. Il est notamment président de l'Union mathématique italienne (UMI) de 1994 à 2000. De 1997 à 2007, il siège au Consiglio Universitario Nazionale (CUN). De 1995 à 1998, il est membre du comité exécutif de la Société mathématique européenne, puis membre du conseil de 1998 à 2005. De 1994 à 2006, il représente l'Italie au sein de l'Union mathématique internationale.
Du 1er octobre 2006 au 30 septembre 2012, il est doyen de la Faculté des sciences mathématiques, physiques et naturelles de l'université de Turin.
Il est président triennal de l'Académie des sciences de Turin du 1er novembre 2012 au 1er novembre 2016, après en avoir été membre correspondant depuis 1986 puis membre à part entière depuis 2002.
Depuis le 9 mai 2016, il est membre du Conseil général de la Compagnia di San Paolo sur recommandation de l'Académie des sciences.

## Prix et distinctions
- 1972 : il est lauréat du prix Bonavera.
- Medaglia d'oro ai benemeriti della scienza e cultura (2000)[3],[4].

## Publications
Il est l'auteur de publications dans les domaines de la topologie, de l'histoire des mathématiques et de la géométrie algébrique. Dans les années 1970, il a publié l'édition italienne du manuel de logique de Józef Maria Bocheński.
- Riposte armonie. Lettres de Federigo Enriques à Guido Castelnuovo, édité par Umberto Bottazzini, Alberto Conte, et Paola Gario, Bollati Boringhieri Editore, Turin, 1996.
- (en) Jean-Paul Pier, Jean-Paul Brasselet, Alberto Conte, Pierre Dugac, Christian Houzel, Jean-Pierre Kahane et Rémi Langevin, Development of mathematics 1950-2000, Birkhäuser, 2000
- Cesare Segre : Ecdotica e comparatistica romanze, éd. par Alberto Conte, Milan-Naples, Ricciardi, 1998.
- Alberto Collino, Alberto Conte, Marina Marchisio (éd.), Proceedings of the Fano conference, 2004.
- (éd) avec Gianfranco Casnati et d'autres : From Classical to Modern Algebraic Geometry: Corrado Segre's Mastership and Legacy, Birkhäuser 2016.
- (éd) : Algebraic Threefolds: Proceedings of the 2nd 1981 Session of the Centro Internazionale Matematico Estivo (C.I.M.E.), Springer, Lecture Notes in Mathematics 947, 1982.